# Homburg (Lörrach)
Die Homburg-Siedlung ist eine Wohnsiedlung in der baden-württembergischen Stadt Lörrach. Die Siedlung befindet sich nordöstlich des Stadtzentrums im Gebiet der Kernstadt und war ab Juli 1933 bezugsfertig. Östlich der Siedlung erhebt sich der bewaldete Höhenzug des gleichnamigen Homburger Waldes, der zum Dinkelberg gehört.

## Lage und Beschreibung
Die Homburg-Siedlung befindet sich nordöstlich von der Innenstadt Lörrachs, aber noch im Gebiet der Lörracher Kernstadt und wird südlich vom Hauptfriedhof, westlich von der Brombacher Straße, nördlich von der A 98 und der Wiesentalbrücke sowie östlich vom Homburger Wald begrenzt. Das vollständig flache Gebiet auf rund 303 m Höhe umfasst eine Fläche von rund 25,5 Hektar. Die Nord-Süd-Ausdehnung beträgt rund 650 Meter, die nach Süden breiter werdende Siedlungsfläche misst im Maximum gut 300 Meter. Am Südrand der Homburg-Siedlung befinden sich die Hauptgebäude der Dualen Hochschule Lörrach sowie die Eichendorffschule, eine Halbtags-Grundschule. Weiter im Süden befindet sich die besiedelte Erhebung Hünerberg (403 m). Im Norden der Homburg-Siedlung grenzt der Lörracher Ortsteil Brombach.
Das Siedlungsbild besteht östlich der Hartmattenstraße, die als zentrale Nord-Süd-Achse innerhalb der Siedlung fungiert, aus kleineren und mittleren Ein- und Mehrfamilienhäusern mit kleinen Gartenparzellen. Westlich der Hartmattenstraße dominieren mehrgeschossige, aber vergleichsweise niedrige Wohnblöcke. Straßen und Wege zweigen mehrheitlich rechtwinklig von der Hartmattenstraße ab und erschließen das Gebiet ostwärts bis zum Höhenrücken des Homburger Waldes, der zum Dinkelberg gehört.

## Geschichte

### Rahmenbedingungen und Vorgeschichte
Die Weltwirtschaftskrise Ende der 1920er, Anfang der 1930er Jahre führte auch in Lörrach zu verstärkter Arbeitslosigkeit und einem Rückgang an Kaufkraft. Zusätzlich stieg Lörrachs Bevölkerung seit dem Ersten Weltkrieg stetig an, was zusätzlich das Problem der Wohnungsnot schuf. Da der Bedarf an günstigem Wohnraum im gesamten Deutschen Reich der Weimarer Republik bestand, wurde 1919 das Reichssiedlungsgesetz in der Weimarer Verfassung verankert und damit die Siedlungsform „Kleinsiedlung“ anerkannt. Ein sogenanntes Kleinsiedlungsgebiet zeichnete sich insbesondere dadurch aus, dass neben der eigentlichen Wohnnutzung in den bescheideneren Wohngebäuden auch eine Selbstversorgung möglich sein musste. Dafür wurden angemessen große Grundstücke bereitgestellt, mit denen gartenbauliche Nutzung und Kleintierhaltung ermöglicht werden konnten.

### Planung und Vorbereitung
Im Oktober 1932 teile das Stadtbauamt Lörrach daher mit, dass die Stadt zwölf Siedlerstellen für vorstädtische Kleinsiedlungen beabsichtige. Zu den Richtlinien gehörte es, die Kosten der Anlage so gering wie möglich zu halten, um die finanziellen Möglichkeiten der Siedler nicht zu überfordern. Gleichzeitig mussten die Grundstücke eine Selbstversorgung ermöglichen. Ebenfalls gegen Ende 1932 wurden die Ausschreibungen für das Baumaterial durch das Bauamt versandt. Am 25. November beschloss der Lörracher Stadtrat die Siedlung auf dem städtischen Gelände „Unter dem Berg“ umzusetzen. Gleichzeitig wurde ein Bürgerausschuss ermächtigt, einen Zuteilungsmodus zu bestimmen. Der Bürgerausschuss genehmigte daraufhin am 24. Januar 1933 zunächst zehn Siedlerstellen in der Kleinsiedlung. Daraufhin wurden zunächst im nördlichen Teil 176 ar als Grundstück zur Verfügung gestellt, wovon 100 ar im Besitz der Stadt verblieben, die restlichen im Privateigentum. Als Preis für das Baugelände wurden 1 Reichsmark pro Quadratmeter festgelegt. Die Geländegröße variierte zwischen 934 und 1199 Quadratmeter. Die Kosten für die Wasserzuleitung übernahm die Stadt, die Kosten für die Hausanschlüsse mussten die Siedler übernehmen. Eine Abwasserkanalanlage war damals nicht vorgesehen, so dass sowohl Abwasser wie auch andere Abfallstoffe von den Siedlern gesammelt und nutzbar gemacht werden mussten.

### Siedlungsbau
Die Arbeiten für die Homburg-Siedlung begannen am 26. Januar 1933 mit den Erdarbeiten. Ab März wurde an den ersten fünf Doppelhäusern gearbeitet. Die Baupläne sahen vor jedes Siedlerhaus mit einer 15 Quadratmeter großen Wohnküche, einem 14,18 Quadratmeter Zimmer im Erdgeschoss, einem 10 Quadratmeter großen Schlafzimmer und einem 9 Quadratmeter großen Kinderzimmer im Obergeschoss auszustatten. Für die Waschküche waren 15,72 Quadratmeter vorgesehen und der Keller sollte 16,80 Quadratmeter umfassen. Ein Anbau enthielt einen 11 Quadratmeter großen Stall und einen Abort von 1,83 Quadratmeter sowie Lagerraum für Grünfutter. Nachdem Mitte Mai 1933 das Richtfest für die ersten zehn Wohneinheiten um den heutigen Matthias-Claudius-Kindergarten begangen werden konnte, übernahmen im August desselben Jahres bereits die ersten Siedler die Häuser. Mitte 1934 konnte die Baugruppe II fertiggestellt werden. Ebenfalls 1934 wurde in der Siedlung ein kleines Lebensmittelgeschäft eröffnet, das 1937 mangels Unterstützung allerdings wieder schließen musste. 1938 wurden insgesamt 90 Wohnobjekte errichtet.

### Seit Errichtung
In der zweiten Jahreshälfte 1969 wurden 69 Parzellen zu einer Kleingartenanlage zusammengefasst. Die insgesamt gut 2 Hektar umfassende Anlage wird von dem Verein Gartenfreunde Lerchengrund betreut.

## Infrastruktur und Verkehr
Die Homburg-Siedlung ist aufgrund ihrer Nähe zum Stadtzentrum relativ arm an infrastrukturellen Angeboten. Lediglich der zentral gelegene Matthias-Claudius-Kindergarten (Im Homburg 49) inmitten der kompakten Siedlung bildet dabei eine Ausnahme. Am Rande der Homburg-Siedlung befinden sich auf der Brombacher Straße, auf Höhe der Einmündung zur Schwarzwald Straße, eine Tankstelle sowie einige Gewerbe- und Dienstleistungsbetriebe. Westlich benachbart an die Homburg-Siedlung stehen im Gewerbegebiet Blasiring umfangreiche Einkaufsmöglichkeiten zur Verfügung.
Die Homburg-Siedlung ist durch ein rechteckig verlaufendes Straßennetz erschlossen und lediglich von zwei Straßen (Rebmannsweg und Siedlungsstraße) an die verkehrsreiche Brombacher Straße mit motorisierten Fahrzeugen befahrbar. Damit existiert in der Siedlung selbst praktisch nur Anliegerverkehr. Zwei in Nord-Süd-Richtung verlaufende Radwege (Hartmatten- und Waldstraße) durchziehen die Siedlung und bilden eine wichtige Radverkehrsachse im Ostteil Lörrachs. In der Siedlung selbst gibt es keinen Öffentlichen Personennahverkehr. Die Siedlung wird allerdings über die Brombacher Straße über die Bus-Linie 6 über zwei Haltestellen (Rebmannsweg und Homburgsiedlung) versorgt. Der nächste Haltepunkt der Wiesentalbahn ist Lörrach Schwarzwaldstraße ist knapp 300 Meter von der Siedlung entfernt.